# Quiz Taxi

Logo der Vorgängersendung

Bei Quiz Taxi und Quiz Taxi Reloaded handelt es sich um eine Quizsendung, bei der die Kandidaten in einem Taxi Geldpreise durch die Beantwortung von Fragen aus verschiedenen Wissensbereichen gewinnen können. Thomas Hackenberg moderierte die Sendung von 2006 bis 2008 und erneut seit 2023. Im Jahr 2012 wurde die Sendung mit Murat Topal als Moderator unter dem Namen Quiz Taxi Reloaded mit fünf Folgen wiederbelebt. Seit dem 4. September 2023 läuft die Neuauflage der Sendung.

## Konzept der Sendung
Bei den Kandidaten handelt es sich um gewöhnliche Taxi-Kunden. Sie steigen in ein für die Spielshow präpariertes und vom Moderator gefahrenes Quiz Taxi. Für den Zuschauer entsteht somit der Eindruck, die Kandidatenwahl erfolge zufällig. Es können ein bis drei Kandidaten an einem Spiel teilnehmen (aufgrund der maximalen Anzahl an Sitzplätzen in der hinteren Reihe).

## Spielregeln
Vor Beginn des Spiels geben die Kandidaten dem Fahrer ihren Zielort an. Auf der Fahrt werden ihnen Fragen aus verschiedensten Gebieten der Allgemeinbildung gestellt. Diese müssen sie richtig beantworten, um am Ende der Fahrt einen Geldpreis zu erhalten. Anders als bei einigen anderen Quizsendungen stehen keine vorgegebenen Antwortmöglichkeiten zur Auswahl. Einige Fragen beziehen sich auf Bilder, Buchstabierungen oder kurze Musik- oder Videoclips, die über Lautsprecher und Bildschirme im Taxi eingespielt werden.
Die zu gewinnenden Geldbeträge steigern sich im Verlauf des Spieles:
- Für die ersten drei Fragen erhalten die Kandidaten eine Gewinnsumme von 50 Euro je richtiger Antwort.
- Für die nächsten sieben Fragen erhalten die Kandidaten eine Gewinnsumme von 100 Euro je richtiger Antwort.
- Für jede weitere Frage erhalten die Kandidaten eine Gewinnsumme von 150 Euro je richtiger Antwort.

Wissen die Kandidaten die Antwort auf eine Frage nicht, so können sie zwei Joker einsetzen:
- Telefonjoker: Jeder der Kandidaten kann mit seinem Mobiltelefon eine Person seiner Wahl anrufen und sich bei der Lösung helfen lassen. Hat ein Teilnehmer kein Telefon bei sich, wird ihm eines zur Verfügung gestellt.

- Passantenjoker: Die Kandidaten können einen oder mehrere Passanten ansprechen, die sich in der Nähe des Quiztaxis befinden.

- 550 Euro Plus Joker (seit dem 28. Januar 2008): Dieser Joker wird gespielt, wenn die Kandidaten schon 550 Euro oder mehr erspielt haben und ihre dritte Falschantwort gegeben haben. Durch diesen Joker erhalten die Kandidaten das dritte Leben zurück, mit der Auflage, dass nur noch einer der Kandidaten antworten darf oder dass sie innerhalb kurzer Zeit einen Passanten dazu bringen, einzusteigen und mitzuraten. In diesem Fall dürfen alle drei weiterraten. Wird jedoch eine weitere Frage falsch beantwortet, verlieren die Kandidaten das bislang erspielte Geld und müssen aussteigen.

- Online Joker (seit dem 4. September 2023): Die Kandidaten haben 10 Sekunden Zeit um die richtige Antwort im Internet nachzuschlagen.

Geben die Kandidaten keine oder eine falsche Antwort, verlieren sie eines ihrer drei Leben. Muss das Quiztaxi an einer roten Ampel halten, gibt es für die Kandidaten einmalig die Möglichkeit, den Passantenjoker zurückzugewinnen, sofern dieser bereits aufgebraucht ist. Hierzu müssen sich die Kandidaten beispielsweise gegenseitig Begriffe pantomimisch, zeichnerisch oder mit einem Plastikball im Mund sprechend erläutern.
Gelingt es den Kandidaten bis zum Erreichen ihres Zielortes, ihre drei Leben nicht zu verbrauchen, gewinnen sie die Gesamtsumme der richtig beantworteten Fragen. Jedoch können sie ihren Gewinn durch Beantwortung einer Masterfrage verdoppeln, bei der sie die verbliebenen Joker nicht verwenden dürfen. Wird sie falsch beantwortet, verlieren die Kandidaten das bisher gewonnene Geld. Für die Beantwortung werden 10 Sekunden Zeit gegeben.
Verlieren die Kandidaten während der Fahrt ihr drittes Leben, verfällt der Spielstand. Sie müssen das Taxi dann an Ort und Stelle verlassen.

## Requisiten
Das verwendete Auto ist ein Renault Espace, der für die Sendung angepasst wurde. So befinden sich innen und außen mehrere Kameras. Es befindet sich eine fest montierte Außenkamera auf Höhe der rechten, hinteren Wagentür, außerdem gibt es im Innenraum mehrere Kameras, deren Aufnahmen meistens während der Fahrt gezeigt werden. Die Kamera hinter dem rechten Rücksitz ist als einzige schwenkbar. In der Neuauflage wird ein VW T7 verwendet.
Des Weiteren sind im Fond des Wagens an sämtlichen Fensterleisten Schienen mit weißen LEDs angebracht, welche für eine bessere Ausleuchtung der Fahrgastzelle sorgen. Außerdem sind an den Kopfstützen von Fahrer- und Beifahrersitz LCDs angebracht. Diese zeigen Bild- oder Videofragen sowie den Countdown gegen Ende einer Frage an.
Das Taxi fährt immer im Konvoi. Weitere Außenaufnahmen stammen von einem dem Taxi folgenden silbernen Volkswagen Multivan T5. Damit sich das Quiztaxi nicht verfährt, befindet sich vor ihm ein Navigationsfahrzeug. Dieses wird von einem ortskundigen Taxifahrer gesteuert. Auf dem Beifahrerplatz des Navigationsfahrzeuges befindet sich die Aufnahmeleitung, welche via Funk Informationen an den Moderator weitergibt.

## Sendung
Die Sendung wurde in Deutschland ab dem 18. April 2006 bis zum 2. Juni 2008 werktags anfangs von 19:15 bis 19:45 Uhr, später von 19:45 bis 20:15 Uhr und in Doppelfolgen von 19:15 bis 20:15 Uhr ausgestrahlt. Wiederholungen und Zusammenschnitte wurden ab dem 23. Oktober 2006 wochentags auf 9Live gesendet. Ab 4. Februar 2007 lief die Sendung auch sonntags auf kabel eins sowie unregelmäßig ab dem 1. Juni 2006 auf Sat.1 Comedy.
Die erste Folge vom 18. April 2006 verfolgten 620.000 Zuschauer bei einem Marktanteil von 2,5 Prozent. In der werberelevanten Zielgruppe lag der Anteil der Zuschauer bei 460.000 und erreichte einen Marktanteil von 5,0 Prozent.
Gelegentlich wurden Ausgaben mit prominenten Fahrgästen ausgestrahlt, welche als Promi-Quiz-Taxi u. a. zur Primetime gezeigt wurden. Die erste Folge, in welcher Ralf Bauer, Dirk Bach, Monica Lierhaus und Ralf Schmitz im Taxi saßen, wurde am 7. Mai 2007 gesendet und hatte eine Gesamtzuschaueranzahl von 1,69 Millionen Zuschauer. Die zweite Staffel wurde ab dem 29. August 2007 gesendet, u. a. mit Guildo Horn, Ruth Moschner und Götz Otto. Die Auftaktfolge zur Hauptsendezeit erreichte nur lediglich 5,40 Prozent Marktanteil in der Zielgruppe und wurde von 1,03 Millionen Zuschauern insgesamt gesehen.
Die Schauplätze waren Berlin, München, Essen, Dresden, Bochum, Leipzig, Hamburg, Aachen, Potsdam, Düsseldorf, Duisburg, Frankfurt am Main und Köln. Zuletzt war das Quiz Taxi auch in Bremen, Chemnitz, Stuttgart, Halle, Bonn, Heidelberg, Mannheim, Wuppertal, Braunschweig, Nürnberg, Kiel, Lübeck, Würzburg, Hannover, Wolfsburg und gelegentlich auch auf Mallorca und in Kitzbühel unterwegs.
Die Fragen wurden für die Fernsehzuschauer noch einmal eingeblendet und von der Sprecherin Nicole Bull vertont. Ihre Stimme ist vor allem durch T-Mobile- und Telekom-Ansagen bekannt geworden („Ihr Gesprächspartner ist momentan nicht erreichbar…“). Auch der offiziellen Zeitansage der Telekom hat Nicole Bull ihre Stimme geliehen.
Ab dem 27. Februar 2012 wurde die Sendung unter dem Namen Quiz Taxi Reloaded mit Murat Topal als Moderator auf kabel eins fortgesetzt. Topal sagte auch die Fragen an. Die Spielregeln waren identisch. Nur die Prämien der jeweiligen Gewinnstufen wurden verändert. Statt der ursprünglichen Prämienstufen von 50, 100 und 150 € betragen die Prämien bei ansonsten identischer Fragestaffelung nun nur noch 20, 50 und 100 €.
Seit 4. September 2023 laufen wieder neue Folgen von Quiz Taxi mit dem Moderator der ersten Stunde, Thomas Hackenberg. In 29 Folgen haben Fahrgäste wieder die Chance auf mehrere hundert Euro „Taschengeld“ und eine kostenfreie Taxifahrt. Zusätzlich soll es 6 Bonus-Folgen auf Joyn geben, die aber nur online gezeigt werden. In den neuen Folgen wurde nicht nur das Fahrzeug gewechselt und aufgerüstet (VW-Bus Multivan T7, 7-Sitzer), sondern es gibt auch einen weiteren Online-Joker. Die Fahrgäste dürfen dazu mit ihrem Handy zehn Sekunden lang im Internet eine Antwort zur gestellten Frage recherchieren.

## Kritik

### Antworten
Gelegentlich waren vom Moderator als korrekt bewertete Antworten nicht oder nur teilweise richtig:
In einer am 23. Januar 2007 ausgestrahlten Folge wurde die Frage nach den Interpreten des Songs In The Army Now gestellt. Als richtig wurde hier die Antwort Status Quo genannt. Diese Antwort ist nicht ganz korrekt, da der Song bereits mehrere Jahre früher von den Song-Writern Bolland & Bolland selbst interpretiert wurde. Vor der Frage war zwar Status Quo zu hören, aber genau genommen störte das Wörtchen „stammt“ in der Frage, das viel Platz für Interpretation ließ. Ähnlich verhielt es sich mit der Frage, welche Gruppe mit Go West die Vorlage für einen bekannten Stadiongesang lieferte. Als richtige Antwort galten hier die Pet Shop Boys, die das Lied jedoch von den Village People coverten. Zur Stadion-Hymne wurde es allerdings erst durch die Version der Pet Shop Boys.
In einer am 31. Januar 2007 ausgestrahlten Folge mussten die beiden Kandidaten den Vornamen des jüngeren Bruders von Prinz William nennen. Sie einigten sich auf „Henry“, was jedoch vom Moderator Thomas Hackenberg abgelehnt wurde. Er behauptete, nur „Harry“ sei gültig. Jedoch ist „Henry“ der Taufname von Prinz Harry, „Harry“ ist lediglich sein Rufname.
In einer am 28. Februar 2007 ausgestrahlten Folge sollte benannt werden, mit welchem anderen Bundesland sich Bayern die Region Franken teilt. Die richtige Antwort Thüringen wurde nicht akzeptiert und Baden-Württemberg als richtige Antwort benannt. Korrekt sind Baden-Württemberg und Thüringen.
In einer im Mai 2007 gesendeten Folge wurde Military als Antwort auf die Frage, mit welchem internationalen Fachbegriff Vielseitigkeitsreiten bezeichnet werde, genannt. Diese Bezeichnung ist allerdings zumindest veraltet und die korrekte Antwort wäre Eventing gewesen.
In einer am 3. Juli 2007 ausgestrahlten Folge wurde die Frage gestellt, welcher Friedensvertrag am 24. Oktober 1448 abgeschlossen wurde. Die vom Passantenjoker vorgegebene Antwort „Westfälischer Friede“ wurde als richtig bewertet. Tatsächlich wurde der Westfälische Friede jedoch am 24. Oktober 1648 geschlossen.
In einer Folge vom 27. August 2007 wurde gefragt, in welchem Krieg der Hollywood-Film Der Patriot mit Mel Gibson spielt. Die richtige Antwort wäre Amerikanischer Unabhängigkeitskrieg gewesen. Die Kandidaten antworteten jedoch Sezessionskrieg (Amerikanischer Bürgerkrieg), was der Moderator Thomas Hackenberg als richtig akzeptierte.
In der Folge vom 26. Oktober 2007 wurde gefragt, welche europäische Hauptstadt das Flughafenkürzel TLX hat. Gesucht war Berlin-Tegel, dessen IATA-Code jedoch TXL ist (TLX ist das Kürzel von Talca, Chile). Da die Kandidatinnen jedoch ungeachtet des Kürzels und trotz des wiederholten Hinweises, dass eine europäische Hauptstadt gesucht werde, beharrlich zwischen den Flughäfen Köln/Bonn und Frankfurt pendelten, dürfte der Buchstabendreher für den Ausgang eine nur untergeordnete Rolle gespielt haben.
In der Folge vom 12. Dezember 2007 wurde die Frage gestellt, welche drei Bundesländer direkten Zugang zur Nordsee haben. Als richtige Antwort wurde Schleswig-Holstein, Niedersachsen und Bremen gegeben. Tatsächlich richtig ist aber, dass vier Bundesländer an die Nordsee grenzen, da zu Hamburg noch die drei kleinen in der Nordsee gelegenen Inseln Scharhörn, Nigehörn und Neuwerk gehören. Die Kandidaten nannten mit Hilfe eines Passantenjokers die drei geforderten Antworten.

### Darstellung der Strecke
Die Strecke, die das Quiztaxi fährt, stimmt oft nicht mit der vor der nächsten Frage kurz eingeblendeten Karte überein, was Ortskundigen auffällt.

### Spendensummen beim „Promi Quiz Taxi“
Im September 2007 wurde bekannt, dass bei dem Ableger der Sendung „Promi Quiz Taxi“, bei dem Prominente mitspielen und das erspielte Geld anschließend spenden, nicht der volle Betrag vom Sender an die angegebenen Projekte weitergeleitet wird. So berichtete Der Spiegel, dass maximal 10.000 Euro an die angegebene Organisation gespendet würden. Den Rest der Spendensumme muss die Organisation, die das Projekt fördert, selber aufbringen. kabel eins rechtfertigt diese Praxis mit der Werbefläche, die den Hilfsorganisationen zur Verfügung gestellt wird.

## Ableger
Seit 18. September 2023 läuft beim Streamingdienst Joyn das Spin Off „Quiz Taxi – Joyn Edition“ mit Twitch-Streamer Amar-Al Naimi als Quizmaster und Fahrer sowie Influencern als Kandidaten.

## Quiz Taxi in anderen Staaten
Das Konzept der Sendung stammt ursprünglich aus Großbritannien, dort läuft die Sendung schon seit Herbst 2005 unter dem Titel Cash Cab auf ITV1. Produziert wird die Sendung von Lion TV.
Das Format der Sendung wurde von Lion TV an viele Sender in aller Welt verkauft. Es gibt vergleichbare Sendungen in den USA (Cash Cab im Discovery Channel), in den Niederlanden (Cash Cab auf BNN), in Griechenland (Taxi Girl im Mega Channel), in Spanien (Taxi, Taxi auf Telemadrid), in Israel („מונית הכסף“), in der Ukraine, in Russland, Australien, Frankreich, Polen, Türkei, Indonesien, Japan und in Norwegen.
Die Regeln sind, trotz kleiner Unterschiede, in allen Ländern sehr ähnlich. Die größten Unterschiede gibt es sicher bei der Höhe der Gewinnsummen. Während sich die Spanier mit nur 10 Euro für die erste Frage begnügen müssen, bekommen die Briten schon 10 Pfund (etwa 12 Euro) dafür, die Amerikaner 25 US-Dollar (etwa 19 Euro) und die Deutschen sogar 50 Euro. Für die höchstwertigen Fragen bekommen die Amerikaner nur 100 US-Dollar (etwa 76 Euro), die Spanier 100 Euro, die Deutschen 150 Euro und die Briten mit 500 Pfund (etwa 741 Euro) sicher das meiste Geld.
In der 2008 auf Fuji TV laufenden japanischen Fassung Cash Cab (キャッシュキャブ, Kyasshu Kyabu) gab es bei den ersten drei Staffeln bei den höchstwertigen Fragen 10.000 Yen (65 €). Mit der vierten Staffel wurde für jede beantwortete Frage eine feste Summe gewonnen, der bei der 15. Frage 500.000 Yen (4.200 €) erreichte. Außerdem gibt es einen Bookshop Chance genannten dritten Joker, bei dem der nächste Buchladen angefahren wird und die Kandidaten 5 Minuten Zeit haben ein oder mehrere Bücher zur Beantwortung der Frage zu kaufen. Ab der 4. Staffel durfte nur noch ein Buch ohne vorheriges hineinschauen gekauft werden.
Von Oktober 2011 bis Dezember 2015 wurde das Format als Quiz Taxi Österreich im österreichischen Privatsender Puls 4 vom ehemaligen Taxi-Orange-Kandidaten Max Schmiedl moderiert.